# Гроновка и Регнерка
Гроновка и Регнерка (чеш. Prameny Hronovka a Regnerka, изредка Прдлавка чеш. Prdlavka) — минеральные источники, расположенные в Гроновском парке (Гронов, район Наход, Краловеградецкий край), недалеко от родного дома чешского писателя Алоиса Йирасека.
Источники были открыты приблизительно в 1865 году Регнером Гавловицким, который обнаружил у одного из источников ржавый осадок. Вскоре выяснилось, что вода в этих источниках обладает лечебными свойствами. У источников с 1869 года некоторое время был небольшой курорт с возможностью искупаться в одной из двух ванн, наполненных водой из источников. Владельцем курорта был отец Алойса Йирасека. Предпринимались попытки разливать воду в бутылки, однако из-за её слишком короткого срока годности от этой идеи вскоре пришлось отказаться.

## Состав воды и её свойства
Вода в источнике газированная. При долгосрочном употреблении может способствовать избавлению от жёлчных и почечных камней. Вода содержит кальций, иод, железо и серу. Из-за серы вода имеет заметный характерный запах.